# Robert Teichmüller
Robert Teichmüller (Braunschweig, 4 maggio 1863 – Lipsia, 6 maggio 1939) è stato un pianista e insegnante tedesco.

## Biografia
Studiò teoria del pianoforte e della musica con Carl Reinecke al Conservatorio di Lipsia, dove in seguito divenne membro di facoltà nel 1897, promosso professore nel 1908. Diventò uno dei più importanti insegnanti di pianoforte del suo tempo. Tra i suoi studenti figuravano pianisti di spicco come Günther Ramin, Sigfrid Karg-Elert, Siegfried Rapp, Harry Dean, Kurt Hessenberg, Eileen Joyce, Rudolf Wagner-Régeny, Herbert Albert, Rudolf Mauersberger, Elinor Kaland (nome da nubile Loose), Leonard Shepherd Munn ed Ernst Oster, che divenne un insegnante di teoria musicale. Si occupò anche della musica per pianoforte di Mozart e Max Reger. Nel 1927 scrisse uno studio continuativo sulla Musica internazionale per pianoforte con Kurt Hermann.

### In tedesco
- Baresel, Alfred: Robert Teichmüller und die Leipziger Klaviertradition. Peters, Leipzig 1934.
- Baresel, Alfred (ed.): Robert Teichmüller als Mensch und Künstler. Leipzig 1922.
- Jarck, Horst-Rüdiger & Scheel, Günter (eds.): Braunschweigisches Biographisches Lexikon. 19. und 20. Jahrhundert. Hannover 1996, S. 606

### In inglese
- VanWart, Helen: Letters from Helen. Sybertooth. Sackville, New Brunswick 2010. ISBN 978-0-9810244-9-3 [Letters from a student of Teichmüller, from 1913–14.]